# Patelnica niebieskoplama
Patelnica niebieskoplama (Taeniura lymma) – gatunek ryby orleniokształtnej z rodziny ogończowatych (Dasyatidae), występujący u wybrzeży Oceanu Indyjskiego i Pacyfiku. Występuje od strefy pływów do głębokości 30 m. Gatunek ten jest powszechny w tropikalnych rejonach Oceanu Spokojnego, w przybrzeżnych siedliskach związanych z rafą koralową. Szeroko rozprzestrzeniona w wodach przybrzeżnych tropikalnego regionu Indo-Pacyfiku ma zasięg, który rozciąga się na obrzeżach Oceanu Indyjskiego od Afryki Południowej przez Półwysep Arabski po Azję Południowo-Wschodnią, obejmując Madagaskar, Mauritius, Zanzibar, Seszele, Sri Lankę i Malediwy. Rzadko występuje w Zatoce Perskiej i Zatoce Omańskiej. W Oceanie Spokojnym gatunek ten występuje od Filipin po północną Australię, a także wokół licznych wysp Melanezji i Polinezji, aż po Wyspy Salomona. Rzadko spotykany głębiej niż 30 m jest gatunkiem żyjącym na dnie, często występuje na rafach koralowych i sąsiednich piaszczystych równinach. Jest również powszechnie spotykana w strefie pływów i w basenach pływowych, a także w pobliżu łąk trawy morskiej.

## Wygląd
Ciało patelnicy jest zielonkawe, pokryte jaskrawymi niebieskimi plamami. Otwór gębowy znajduje się na spodniej stronie ciała. Jest to dość mała płaszczka, nie przekraczająca 35 cm szerokości, 80 cm długości całkowitej, z przeważnie gładkim (drobne kolce na środku pleców), owalnym dyskiem, dużymi, jasnożółtymi, wystającymi oczami i stosunkowo krótkim i grubym ogonem, który jest ok. 1,5 raza dłuższy od średnicy dysku i ma jeden lub dwa (zazwyczaj dwa) ząbkowane kolce jadowe. Gatunek ten można łatwo rozpoznać po uderzającym wzorze wielu elektryzujących niebieskich plam na żółtawym tle, z parą niebieskich pasków na ogonie. Brzuch biały. Waży do 5 kg.

## Tryb życia
Ryba żyje przy dnie, na terenach pokrytych piaskiem, w którym może kopać. Występuje samotnie lub w niewielkich grupach. Żywi się niewielkimi stworzeniami morskimi – niewielkimi rybami, krabami, krewetkami, wieloszczetami. Swoje ofiary lokalizuje za pomocą receptorów czułych na elektryczność. Nocą małe grupy tych płaszczek podążają za przypływem na piaszczyste równiny aby zakotwiczyć się w osadach, gdzie poszukują małych bezkręgowców bentosowych i ryb. Kiedy przypływ ustępuje, patelnice oddzielają się i wycofują do schronień na rafie. Patelnica jest w stanie zranić ludzi jadowitymi kolcami ogona, chociaż woli uciekać, gdy jest zagrożona. Jedna z najliczniejszych płaszczek zamieszkujących rafy Indo-Pacyfiku, zazwyczaj spędza dzień ukryta w jaskiniach, pod półkami koralowymi lub innymi formacjami (w tym wrakach statków), często z odsłoniętym tylko ogonem. W nocy, wraz z przypływem małe grupy tych płaszczek zbierają się i pływają na płytkich, piaszczystych równinach, aby się pożywić. W przeciwieństwie do wielu innych płaszczek, gatunek ten rzadko zakopuje się w piasku. Piaskowe doły wykopuje w poszukiwaniu mięczaków, wieloszczetów, krewetek, krabów i małych bentosowych ryb kostnoszkieletowych. Gdy zdobycz jest zlokalizowana, zostaje uwięziona i manewrowana do pyska za pomocą dysku. Inne ryby często podążają za tymi płaszczkami, szukając pozostawionego przez nie pożywienia. Znanymi drapieżnikami polującymi na te płaszczki są rekiny młoty i delfiny butlonose. Mogą być również potencjalnie ofiarą innych dużych ryb i ssaków morskich. Gdy płaszczka ta jest zagrożona, ucieka z dużą prędkością zygzakowato, aby zgubić prześladowców. U tego gatunku zidentyfikowano liczne pasożyty: tasiemce, nicienie i pierwotniaki. Usuwaniem pasożytów ze skóry tej płaszczki zajmują się wargacze (Labroides dimidiatus).

## Rozmnażanie
Patelnica niebieskoplama jest jajożyworodna. Rozmnażanie ma miejsce od późnej wiosny do lata; samiec podąża za samicą i podgryza jej dysk, w końcu gryzie i trzyma ją w celu kopulacji. Całość odbywa się w płytkiej wodzie. Podobnie jak inne płaszczki, gatunek ten jest żyworodny łożyskowo: embriony są początkowo odżywiane przez żółtko, które później jest zastępowane przez histotrof –  „mleko” zawierające śluz, tłuszcz i białka produkowane przez matkę. Okres ciąży jest niepewny, ale uważa się, że trwa od czterech do dwunastu miesięcy. Samice noszą mioty do siedmiu młodych (każde jest miniaturową wersją dorosłego osobnika o średnicy około 13–14 cm). Ogon nowo narodzonej patelnicy jest pokryty warstwą skóry, by nie poranić matki podczas porodu. Samce osiągają dojrzałość płciową przy szerokości dysku 20–21 cm; wielkość dojrzewania samic jest nieznana.

## Relacje z ludźmi
Jad patelnicy niebieskoplamej nie jest śmiertelny dla ludzi, ale jej ukłucie powoduje silny ból. Ryba jest na ogół nieśmiała i nieszkodliwa w stosunku do ludzi, jednak zagrożona jest w stanie zadać rozdzierającą ranę swym jadowitym kolcem ogona. Ze względu na swoje piękno i rozmiary ryba ta jest popularna wśród akwarystów, mimo że słabo znosi niewolę. W warunkach akwarium wiele okazów odmawia przyjmowania pokarmu, a pozornie zdrowe osobniki często w niewytłumaczalny sposób zdychają lub przestają pobierać pokarm. Duży sukces hodowlany osiągnęło oceanarium w Lizbonie, gdzie w latach 2011–2013 urodziło się łącznie 15 młodych. Taeniura lymma jest wykorzystywana jako pożywienie w Afryce Wschodniej, Azji Południowo-Wschodniej i Australii. Jest tam chwytana celowo lub przypadkowo przy użyciu sieci skrzelowych, sznurów haczykowych, włóczni i pułapek ogrodzeniowych. Chociaż jest to stosunkowo powszechny i szeroko rozpowszechniony gatunek, stoi on jednak w obliczu ciągłej degradacji swojego siedliska – rafy koralowej – w całym swoim zasięgu oraz bardzo destrukcyjnych praktyk połowowych z użyciem cyjanku lub dynamitu. Jego populacje znajdują się pod silną presją rybołówstwa rzemieślniczego i komercyjnego oraz lokalnego zbierania na potrzeby akwarystyki.